# Eugene Clark (Schauspieler)

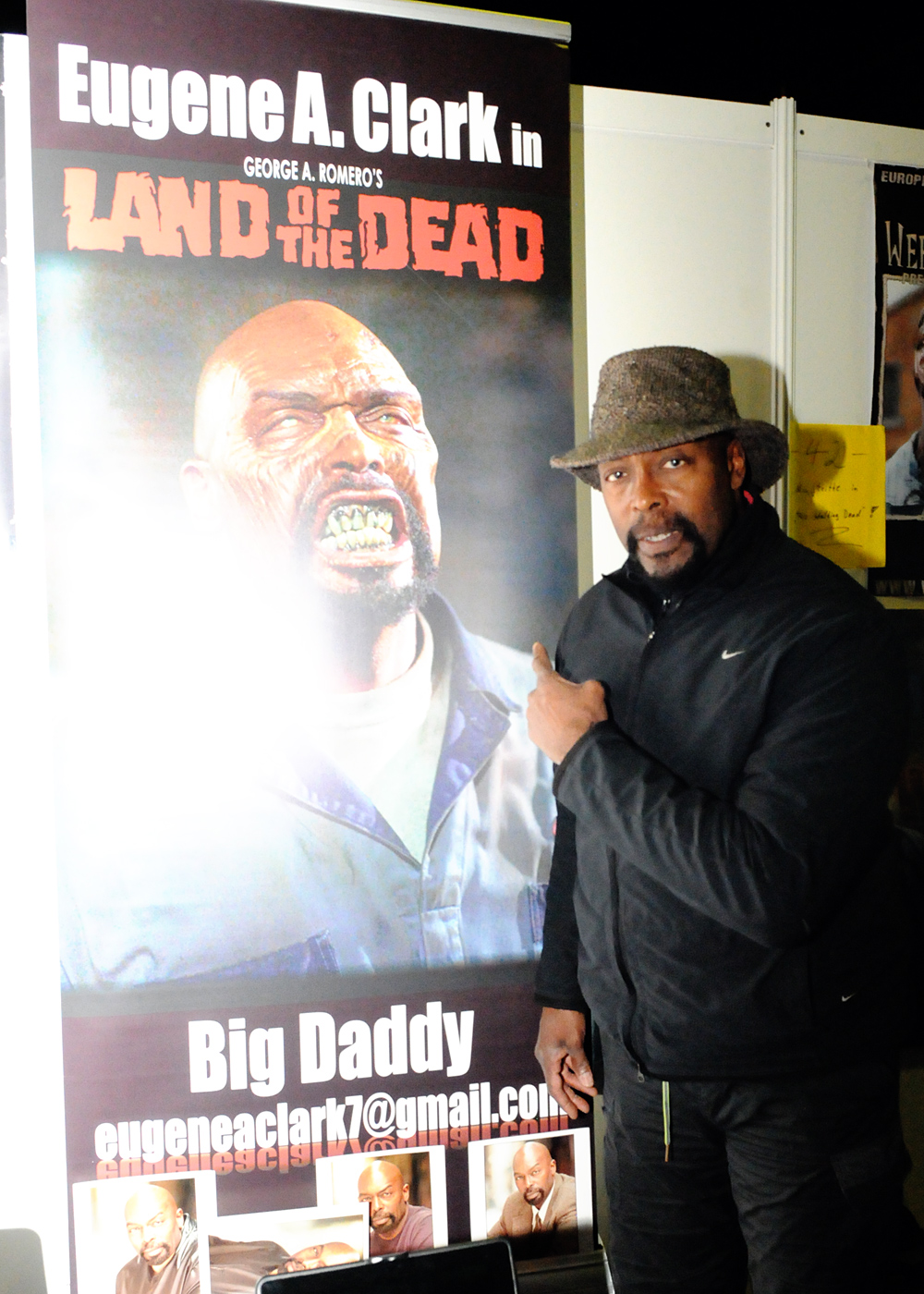

Eugene Clark (* 3. Dezember 1951 als Eugene Anthony Clark in Tampa, Florida) ist ein ehemaliger American-Football-Spieler, ein  US-amerikanischer Schauspieler und Sänger.

## American Football
Clark spielte im American-Football-Team der University of California als Offensive Guard. Er wurde für die die erste Mannschaft der All Star berufen und spielte in der Pacific Eight und der West Coast Athletic Conferences. Clark gewann den All Star All American Honorable Mention-Preis und wurde 1975 in der 9. Runde des NFL-Drafts in die Mannschaft der Pittsburgh Steelers aufgenommen. Aufgrund seines Nichtantretens bei einem Spiel der National Football League wurde er der Mannschaft verwiesen. In der Saison 1977/1978 spielte er zwanzig Spiele für die Toronto Argonauts in der Canadian Football League.

## Schauspieler
Clark war im US-amerikanischen und im kanadischen Fernsehen an vielen Filmproduktionen als Schauspieler beteiligt. Großen Erfolg erzielte 1994 als einer der Hauptschauspieler in der Science-Fiction-Serie Tek War – Krieger der Zukunft (1994) von William Shatner, in der er Sid Gomez interpretierte. Zudem spielte er In der Hitze der Nacht, The Twilight Zone, Side Effects – Tödliche Nebenwirkungen und Sue Thomas: F.B.I. sowie in einer Nebenrolle in Trailer Park Boys: The Movie. Clark  spielte auch im Film VH1 sowie in der Michael-Jackson-Verfilmung Man In The Mirror sowie in der Legende des verhexten Bergs mit.
Er war auch als Theaterschauspieler tätig. Dort spielte er auch in der Theateraufführung Land of the Dead von George A. Romero die Figur des Zombieanführers „Big Daddy“, seine berühmteste Rolle.

## Sänger
Eugene Clark ist auch als Sänger tätig. 3 CDs wurden mit ihm als Sänger produziert.

## Filmografie (Auswahl)

### Filme
- 1981: Improper Channels als Sicherheitswächter
- 1984: Wo das Grauen lauert (The House of Dies Drear; Fernsehfilm) als River Ross Darrow
- 1986: Träume werden wahr (Flying) als Roy Teler
- 1994: Tek War – Krieger der Zukunft (TekWar; 4 Fernsehfilme) als Sid Gomez
- 1994: Der Kuss des Skorpions (Fatal Vows: The Alexandra O’Hara Story; Fernsehfilm) als Detective Cabrillo
- 2000: The Magic of Marciano als Del
- 2004: Reversible Errors (Fernsehfilm) als Chief Harold Greer
- 2005: Land of the Dead
- 2006: Doomstown (Fernsehfilm) als Officer Connors
- 2009: Too Late to Say Goodbye (Fernsehfilm) als Richmond Chief
- 2011: High Chicago als Buzz
- 2018: Recall als Eddie Jackson

### Serien
- 1985–1989: Nachtstreife (Night Heat; 95 Folgen) als Colby
- 1989–1991: E.N.G. (18 Folgen) als John Ellman/Müllmann
- 1991–1992: Tropical Heat (16 Folgen) als Ollie Porter
- 1994–1995: Tek War – Krieger der Zukunft (TekWar; 8 Folgen) als Sid Gomez
- 2002–2004: Sue Thomas: F.B.I. (Sue Thomas: F.B.Eye; 16 Folgen) als Ted Garrett
- 2010–2012: Highschool Halleluja (Wingin’ it; 8 Folgen) als Coach Heinrich
- 2014–2017: Space Riders: Division Earth (8 Folgen) als Commander Stern
- 2015–2015: The Art of More – Tödliche Gier (The Art of More; 9 Folgen) als Edward Leigh Mason
- 2017: Private Eyes (1 Folge)
- 2021: Coroner – Fachgebiet Mord (Coroner; 3 Folgen)